# Marseillan, Hérault
Marseillan este o comună în departamentul Hérault din sudul Franței. În 2009 avea o populație de 7.817 de locuitori.

## Evoluția populației
| An        | 1975  | 1982  | 1990  | 1999  | 2006  | 2009  |
| --------- | ----- | ----- | ----- | ----- | ----- | ----- |
| Populație | 3.483 | 4.039 | 4.950 | 6.199 | 7.392 | 7.817 |